# Paradise Now (spettacolo teatrale)
(Julian Beck, Il lavoro del teatro di avanguardia, Quadri, op. cit.)
Paradise Now è uno spettacolo teatrale che venne messo in scena dalla compagnia Living Theatre tra il 1968 e il 1970. Esempio di via di mezzo tra teatro e happening, lo spettacolo ebbe notevoli problemi di censura, con ripetuti divieti di rappresentazione e arresti per oltraggio al pudore e motivi di ordine pubblico. Nel 1970 il regista Sheldon Rochlin ne ha tratto una versione cinematografica.

## Lo spettacolo

### Genesi
Il Living Theatre cominciò a lavorare a Paradise Now verso la fine del 1967 a Cefalù, in Sicilia. L'intento del Living era la creazione di uno spettacolo che «fosse un'esplosione di felicità e di ottimismo rivoluzionario». Dopo una serie di spettacoli pessimisti sul mondo, Beck e Malina volevano far capire che il cambiamento era invece possibile. Dopo circa tre mesi di prove, nei primi mesi del 1968 la compagnia si trasferì in Francia, poiché la prima dello spettacolo era prevista al Festival di Avignone nel luglio 1968.
In Francia il Living venne in contatto con i moti di rivolta del maggio francese, restandone profondamente colpito. La compagnia in quell'occasione decise di non fare spettacoli o dimostrazioni pubbliche, poiché a loro parere la realtà dei fatti che stavano accadendo superava qualsiasi possibile rappresentazione teatrale. Tuttavia tali avvenimenti ebbero una notevole influenza su Paradise Now, che assunse da allora una valenza meno mistica e più politica, coinvolgendo centinaia di persone alle prove («studenti, artisti, hippies, vagabondi, fumatori di canapa indiana, anarchici e protestatari di tutte le razze»). Nel maggio francese il Living vedeva l'inizio di uno spirito rivoluzionario che era lo stesso che essi volevano infondere nello spettacolo.
Paradise Now venne anche influenzato dal processo di "deteatralizzazione" che stava attraversando il Living, il quale ricercava una sempre maggiore interazione e confusione tra attori e pubblico, tra spontaneità e recitazione, abbandonando quindi sempre di più la classica forma teatrale, per avvicinarsi all'happening. Secondo lo stesso Beck, tale spettacolo arrivava a configurare "una sorta di funerale del teatro".

### Messa in scena

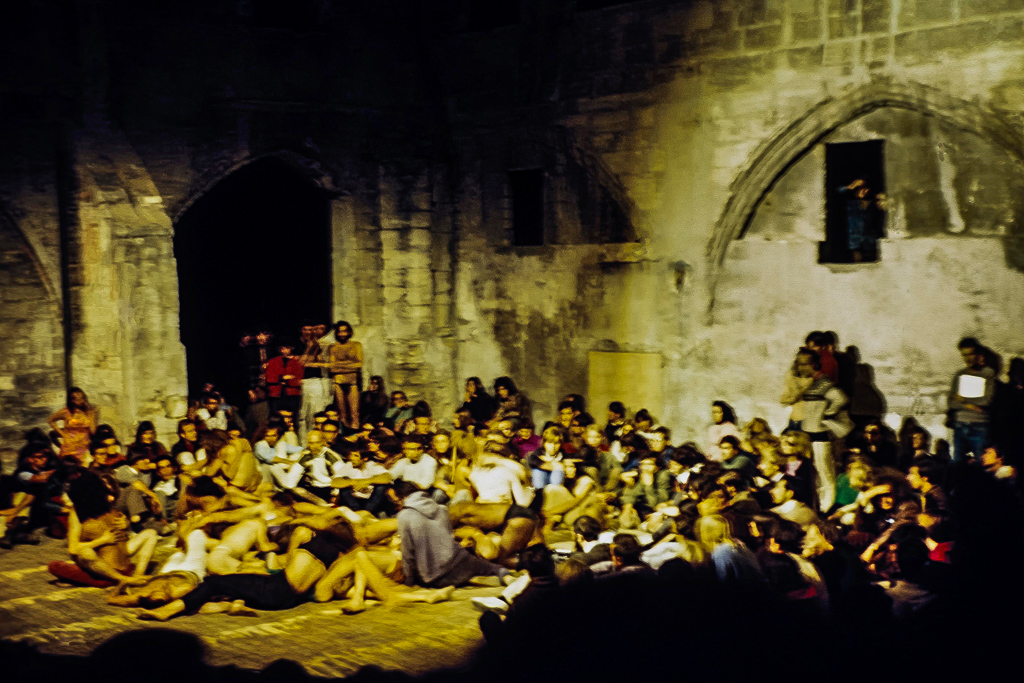
Paradise Now, Festival di Avignone, 24 luglio 1968

Paradise Now era stato pensato per rivoluzionare la società tramite la liberazione psicologica degli spettatori; la messa in scena poteva durare anche quattro ore o più. Ispirato al filosofo Martin Buber e alla visione chassidica della vita come scala che congiunge la terra al cielo, lo spettacolo si poneva come un viaggio ascensionale attraverso otto gradini, che rappresentavano otto tipi di rivoluzione (ad esempio rivoluzione delle culture, rivoluzione delle forze aggregate, rivoluzione sessuale); l'ultimo di tali gradini costituiva la Rivoluzione permanente. Agli spettatori veniva data una mappa in forma di diagramma per seguire tale ascesa.
Poco dopo l'inizio dello spettacolo gli attori si denudavano (nudo balneare, non integrale) e manifestavano al pubblico varie forme di repressione sociale («Non ho il diritto di viaggiare senza passaporto», «Non so come fermare le guerre», «Non si può vivere senza soldi») allo scopo di coinvolgerlo e rompere le barriere attore-spettatore.
Cominciavano quindi gli otto gradini, ognuno dei quali era composto da:
1. un "rito" («rituali-cerimonie fisico-spirituali che culminano in un flashout»[6] e che restavano tra gli attori);
2. una "visione" (immagini, sogni e simboli originati dagli attori per coinvolgere gli spettatori, come le scritte 'PARADISE' e 'ANARCHISME' composte dagli attori coi loro corpi);
3. un'"azione", cui veniva invitato a partecipare anche il pubblico, se lo desiderava, ad esempio tuffandosi dall'alto tra le braccia dei membri della compagnia (come atto di fiducia verso il prossimo).[5][7][8]

Ad ogni gradino veniva insomma compiuta un'azione che presupponeva un sempre maggiore coinvolgimento del pubblico, finché ogni barriera veniva abbattuta e le sedie degli spettatori venivano portate sul palco a simboleggiare l'unità assoluta tra attori e spettatori. Poteva capitare qualsiasi cosa e lo spettacolo era molto aperto all'improvvisazione. Poteva succedere che qualcuno del pubblico reagisse con ostilità o addirittura violenza, o che al contrario si sentisse trasportato al punto da essere persino disposto a fare l'amore in teatro nel corso della messa in scena. Alla fine Julian Beck gridava: «Il teatro è nella strada!» e allora tutti quanti, attori e pubblico, abbandonavano il teatro per fare una gioiosa processione di persone seminude per le strade della città.

### Accoglienza

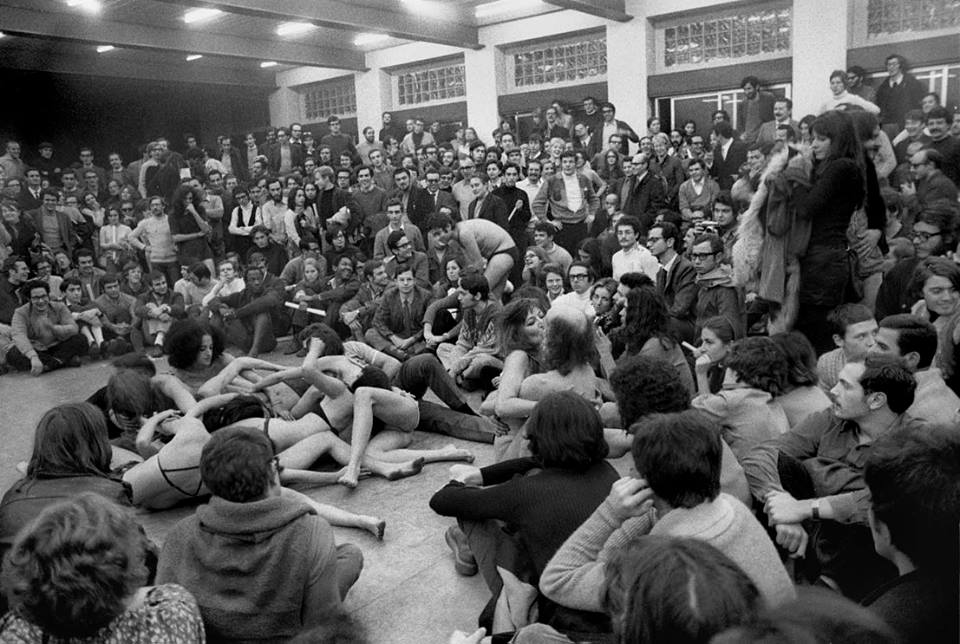
Il Living Theatre in una scena di Paradise Now al Politecnico di Milano. Uno studente accetta l'invito rivolto al pubblico ad unirsi agli attori (1969)

Paradise Now si rivelerà uno dei più vessati e proibiti spettacoli della storia del teatro. Il Living ne mise in scena un'ottantina di repliche tra il luglio 1968 e il gennaio 1970, spesso interrotte da censure, interventi delle forze dell'ordine e arresti dei partecipanti per oltraggio al pudore e altre consimili accuse.

#### Francia
Già durante i due mesi di prove ad Avignone prima dell'esordio, lo spettacolo si attirò l'ostilità delle autorità (e di parte della popolazione) contrarie all'ideologia che veniva veicolata. Ne derivò una violenta campagna di stampa contro il Living, che si trovò in mezzo tra il sostegno di una parte del pubblico e l'astio della direzione del Festival di Avignone. Lo spettacolo andò in scena al festival tra il 24 e il 26 luglio 1968, ma dopo tre giorni di repliche venne recapitato al Living un divieto di rappresentazione per motivi di ordine pubblico. Le autorità erano rimaste sconcertate in particolare dalla conclusione dello spettacolo, la processione per le vie della città di gente seminuda.
Oltre al divieto di continuare le rappresentazioni, al Living fu negato anche il permesso, che era stato richiesto dalla compagnia, di rappresentazioni gratuite per le strade della città. Il sindaco propose poi al Living di sostituire Paradise Now con Antigone, ma la proposta venne respinta dalla compagnia, che, di fronte a questa situazione, decise di andarsene da Avignone. In seguito Paradise Now venne rappresentato ancora in Francia e in Svizzera, ma lo straordinario coinvolgimento del pubblico che si era verificato ad Avignone nella maggior parte dei casi non si ripeté, lasciando il Living insoddisfatto.

#### Stati Uniti
Negli Stati Uniti, dopo la prima di Paradise Now all'università di Yale, durante la processione finale all'aperto la compagnia venne arrestata per oltraggio al pudore e motivi di ordine pubblico, in seguito a cui subì un breve processo. Inoltre, l'élite intellettuale sessantottina accusò il Living sui giornali statunitensi di predicare la rivoluzione senza praticarla.

#### Italia
Nel 1969 lo spettacolo tornò in Europa in una nuova versione interamente protesa verso il pubblico, che però proprio per questo motivo rischiava di perdere di valore come momento prettamente teatrale. La prima dello spettacolo a Torino il 20 ottobre venne interrotta prima della conclusione dal proprietario del teatro su pressioni della polizia, mentre altre possibili sedi venivano negate. In alcuni casi il gruppo riuscì a terminare la rappresentazione (come il 18 e 19 novembre allo Space Electronic di Firenze, dove oltre a Paradise Now fu rappresentata anche Antigone di Sofocle), ma senza riuscire a coinvolgere il pubblico tanto quanto avrebbe voluto. Una rappresentazione a Milano vide il coinvolgimento di vari spettatori, che si spogliarono a metà, e una contestazione al noto giornalista e scrittore Giovanni Mosca, presente tra il pubblico. Ancora a novembre lo spettacolo fu messo in scena al teatro Mediterraneo di Napoli per iniziativa del regista Michele Del Grosso . Lo spettacolo venne infine rappresentato all'università La Sapienza di Roma, presidiata da circa duemila agenti di polizia. La rappresentazione venne interrotta con la consueta accusa di oltraggio al pudore e i membri del Living furono espulsi dall'Italia.

#### Scioglimento
L'ultima rappresentazione avvenne a Berlino nel gennaio 1970, nell'ambito di un grande evento cui parteciparono circa settemila persone. Conclusa l'esperienza di Paradise Now, preso atto che ormai nel Living coesistevano varie anime in disaccordo tra loro su come proseguire l'attività del gruppo, la compagnia si scisse in quattro. Beck e Malina e i membri rimasti comunque continuarono l'esperienza del Living, dedicandosi, negli anni successivi, soprattutto al teatro di strada.

### Giudizio critico
Sospeso a metà tra uno spettacolo teatrale e un happening, lo spettacolo si rivelò solo in alcune occasioni coinvolgente quanto il Living avrebbe voluto. In parecchie occasioni infatti proprio il rapporto col pubblico, punto centrale dello spettacolo, non riuscì nel modo cercato e alla fine di oltre quattro ore di rappresentazione gli spettatori palesavano anzi una certa noia. Anche i giudizi dei critici furono discordi: alcuni trovarono comunque apprezzabile l'aspetto rituale dello spettacolo, mentre per altri esso si risolveva in un semplice comizio anarchico pacifista.

## Il film
La versione cinematografica venne girata nel dicembre 1969 a Bruxelles (Theatre 140) e nel gennaio 1970 a Berlino (Sportpalast) sotto la direzione di Sheldon Rochlin, interpretato dagli stessi attori del Living. Per meglio sottolineare certe atmosfere, il film venne girato in bianco e nero con l'aggiunta di colore elettronico.

### Esplicative
1. ↑  «Fare uno spettacolo lungo le barricate significa degradare le barricate», disse Judith Malina. Tuttavia la compagnia redasse una Dichiarazione per l'occupazione dell'Odéon in occasione dell'occupazione di quel teatro. (Cfr. Beck e Malina, p. 257)
2. ↑  Tale processo di "deteatralizzazione" continuerà negli anni successivi, portando il Living al teatro di strada con il ciclo L'eredità di Caino.
3. ↑  A proposito del loro ritiro, Beck e Malina diffusero una dura dichiarazione scritta:

«Il Living ha deciso di ritirarsi dal Festival di Avignone [...] perché [...] non si può recitare Antigone (in cui una ragazza rifiuta di obbedire agli ordini arbitrari dello stato e compie un atto santo) e nello stesso tempo sostituire Antigone a uno spettacolo proibito. [...] Perché è venuto il momento di liberare l'arte e di farla uscire dal tempo dell'umiliazione e dello sfruttamento. [...] Perché la nostra arte non può essere messa più oltre al servizio di autorità i cui atti contraddicono assolutamente quello in cui noi crediamo.»
(La dichiarazione di Avignone, 28 luglio 1968, in Beck e Malina, pp. 259-260)
4. ↑  Il Living si ritrovò a cercare inutilmente di opporsi al forzoso calo del sipario imposto dal proprietario, mentre Beck urlava all'indirizzo del pubblico, reo di non opporsi a ciò che stava succedendo, rimproveri quali «La vostra indifferenza significa morte!».

### Bibliografiche
1. 1 2 3 4  De Marinis, pp. 221-226.
2. 1 2 3 4  Valenti, pp. 156-159.
3. 1 2  Perrelli, pp. 93-94.
4. ↑  Valenti, p. 12.
5. 1 2  Perrelli, pp. 97-99.
6. ↑  Beck e Malina, p. 241.
7. 1 2  De Marinis, p. 28.
8. ↑  Valenti, pp. 151-153, 157.
9. 1 2  Alonge e Tessari, pp. 211-212.
10. ↑  Beck e Malina, p. 238.
11. ↑  Valenti, pp. 165-166.
12. 1 2 3  Perrelli, pp. 114-118.
13. ↑   Torino: poliziotti contro il «Living», su l'Unità, 22 ottobre 1969,  p. 3. URL consultato il 29 giugno 2023.
14. ↑   Livingtheatre, Paradise Now, Space Electronic, Firenze, 1969, su artribune.com. URL consultato il 31 dicembre 2017.
15. ↑   Living Theatre di New York. Space Electronic, su scoprirete.bibliotecheromagna.it. URL consultato il 1º gennaio 2018 (archiviato dall'url originale il 1º gennaio 2018).
16. ↑  ArtSlant New York, foto di F. Donato http://www.artslant.com/ny/works/show/707260-living-theatre-paradise-now-napoli-teatro-mediterraneo
17. ↑  Valenti, pp. 168, 283.
18. ↑  Beck, p. 437.